# Панський став (заказник)
Па́нський став — гідрологічний заказник місцевого значення в Україні. Розташований у межах Сумського району Сумської області, біля південно-східної околиці села Вільшанка. 
Площа 4,1 га. Статус присвоєно згідно з рішенням облради від 25.10.2019 року. Перебуває у віданні: Сумська райдержадміністрація. 
Статус присвоєно для збереження ставу та прибережної території, які є місцем гніздування водно-болотних птахів. Тут водяться: крижень, курочка водяна, лиска, лебідь-шипун. Птахи потребують охорони згідно зі списками Міжнародного союзу охорони природи, а останній вид також підлягає особливій охороні на території Сумської області.